# 816-й реактивний артилерійський полк (Україна)
816-й реактивний артилерійський Ельбінгський полк (816 РеАП, в/ч А1078) — формування берегових ракетно-артилерійських військ берегової оборони ВМС України, що існувало у 1992―2003 роках.

## Історія
2 липня 1992 року особовий склад 816 артилерійського полку ВМФ СРСР і протитанкового батальйону 126 дивізії берегової оборони ЧФ в Сімферополі склав присягу на вірність Українському народові. Організатором прийняття присяги виступив командир 1-го важкого гаубичного дивізіону 816 артполку підполковник Олексій Михайлютенко.
4 липня 1992 року згідно директиви МО України №Д-013 та наказу командувача Одеського військового округу № 0100 від 7 липня 1992 року полк увійшов до складу 32 армійського корпусу.
В 1993—1994 роках 816-й артилерійський полк був переформований в 816-й реактивний артилерійський полк скороченого складу. При переформуванні полк зберіг свій номер та почесне найменування «Ельбінгський».
Реактивна артилерійська батарея 816 полку у 1999 році стала кращою у Збройних Силах України.
У 2003 році полк було розформовано, а один реактивний артилерійський дивізіон передано до складу 406-ї артилерійської групи.

## Структура
- 1-й реактивний артилерійський дивізіон;
- 2-й реактивний артилерійський дивізіон;
- батарея управління

## Командування
Командири:
- полковник Сузанський Микола Іванович
- підполковник Гриценко Володимир М.

Начальники штабу:
- Добринін Євген Вікторович